# Райони Кіпру

Райони Кіпру

Кіпр поділено на шість районів (грец. επαρχίες — єпархій) з центрами в однойменних містах:
- Фамагуста (грец. Αμμόχωστος; тур. Gazimağusa)
- Киренія (грец. Κερύvεια; тур. Girne)
- Ларнака (грец. Λάρνακα; тур. Larnaka)
- Лімасол (грец. Λεμεσός; тур. Limasol)
- Нікосія (грец. Λευκωσία; тур. Lefkoşa)
- Пафос (грец. Πάφος; тур. Baf)

Райони діляться на муніципалітети.